# Tsuyoshi Furukawa
Tsuyoshi Furukawa (født 21. september 1972) er en tidligere japansk fodboldspiller.
Han har spillet for flere forskellige klubber i sin karriere, herunder Consadole Sapporo og Montedio Yamagata.